# Hillia longifilamentosa
Hillia longifilamentosa är en måreväxtart som först beskrevs av Julian Alfred Steyermark, och fick sitt nu gällande namn av Charlotte M. Taylor. Hillia longifilamentosa ingår i släktet Hillia och familjen måreväxter. Inga underarter finns listade i Catalogue of Life.